# Informationswertanalyse
Die Informationswertanalyse ist in der Entscheidungstheorie eine Analyse des Informationswerts, der allen verfügbaren Informationen vom Entscheidungsträger beigemessen wird. 

## Allgemeines
Als Informationswertanalyse wird die Erfassung, Strukturierung und Beurteilung der in einer Organisation (Unternehmen, Institutionen) verwendeten Informationen mit dem Zweck, den Informationswert zu bestimmen und darauf aufbauend Maßnahmen zur Gestaltung der Informationsinfrastruktur abzuleiten.

## Informationswert
Da der Nutzen, der einer Information zugemessen wird, weitgehend auf der subjektiven Einschätzung einzelner Entscheidungsträger beruht, ist der Informationswert an sich keine objektive Messgröße. Er kann jedoch durch Quantifizierung (etwa durch technische Daten, Kennzahlen wie betriebswirtschaftliche oder volkswirtschaftliche Kennzahlen) weitgehend objektiviert werden.
Beispielsweise kann die Schätzung des sogenannten Erwartungswertes perfekter Information erfolgen, um abzuschätzen, wie viel der hypothetische Fall von verbesserter – oder sogar komplett korrekter – Informationslage wert ist. Hierbei wird das Ziel, den erwarteten Nutzen von zusätzlicher Informationsbeschaffung zu quantifizieren, oft in komplexen mathematischen Modellen zu erreichen versucht.
Der praktische Informationswert ad hoc hängt jedoch schließlich vom physiologischen Zustand des Entscheidungsträgers ab (Überforderung, Übermüdung, Krankheit), von der Art der Aufbereitung von Informationen (wissenschaftlich, volkstümlich) und wie er sie versteht.